# Pidvîsoke, Radîvîliv
Pidvîsoke (în ucraineană Підвисоке) este un sat în comuna Dobrîvoda din raionul Radîvîliv, regiunea Rivne, Ucraina.

## Demografie
Componența lingvistică a localității Pidvîsoke
     Ucraineană (100%)
Conform recensământului din 2001, toată populația localității Pidvîsoke era vorbitoare de ucraineană (100%).